# Silvia (Colombia)
Silvia è un comune della Colombia facente parte del dipartimento di Cauca.
Il centro abitato venne fondato da Francisco de Belalcázar nel 1562.